# Maria-Hilf-Kloster
Maria-Hilf-Kloster nennt man Klöster mit dem Patrozinium der Maria, Hilfe der Christen, einem Ehrentitel der Maria, Mutter Jesu.

## Deutschland
- Kloster Maria Hilf (Bühl) in Bühl
- Kloster Maria-Hilf (Bonn)
- Arme Dienstmägde Jesu Christi-Kloster Dernbach (Generalmutterhaus in Dernbach (Westerwald))
- Franziskanerkloster Mariahilf zu Freystadt
- Kongregation der Töchter vom Erlöser-Kloster Heidenfeld
- Karmelitenkloster in Neumarkt in der Oberpfalz, siehe Wallfahrtskirche Maria Hilf (Neumarkt in der Oberpfalz)
- Kloster Mariahilf (Nörvenich)
- ehemaliges Kapuziner-, heute Paulinerkloster Mariahilf Passau, siehe Kapuzinerkloster Passau und Wallfahrtskirche Mariahilf (Passau)
- Franziskaner-Minoritenkloster Schwarzenberg, Scheinfeld in Bayern

## Österreich
- Servitenkloster Gutenstein, Niederösterreich, siehe Mariahilfberg (Gutenstein)
- Minoritenkonvent Graz-Lend

## Schweiz
- Kapuzinerinnenkloster Maria Hilf auf dem Gubel, Menzingen ZG, Schweiz